# وارد كرين
وارد كرين (بالإنجليزية: Ward Crane)‏ مواليد 18 مايو 1890 في ألباني - الوفاة 21 يوليو 1928 في سارانك ليك، هو ممثل أمريكي بدأ مسيرته الفنية سنة 1913.

## الأعمال
- شيرلوك جونيور
- شبح الأوبرا

## روابط خارجية
- وارد كرين على موقع IMDb (الإنجليزية)
- وارد كرين على موقع قاعدة بيانات الفيلم (الإنجليزية)